# چزاره بتارینی
چزاره بتارینی (ایتالیایی: Cesare Bettarini؛ ۱۷ اکتبر ۱۹۰۱ – ۱۹ اکتبر ۱۹۷۵) بازیگر اهل ایتالیا بود.
از فیلم‌هایی که وی در آن نقش داشته‌است، می‌توان به سرنوشت، همچون برگ‌ها، کاستا دیوا و یک روز در دادگاه اشاره کرد.